# 라이마주
라이마주(아랍어: ‏ريمة)는 예멘 서부 내륙 지방에 위치한 주로, 주도는 라이마이며 인구는 394,448명(2004년 기준), 면적은 2,239km2이다.